# Zsámbok
Zsámbok är en by i provinsen Pest med 2 391 invånare (2020) belägen cirka 50 kilometer från Budapest. Den är mest känd för sin årliga Lécso-festival, som går av stapeln i augusti varje år.